# St. Sixtus (Zunsweier)

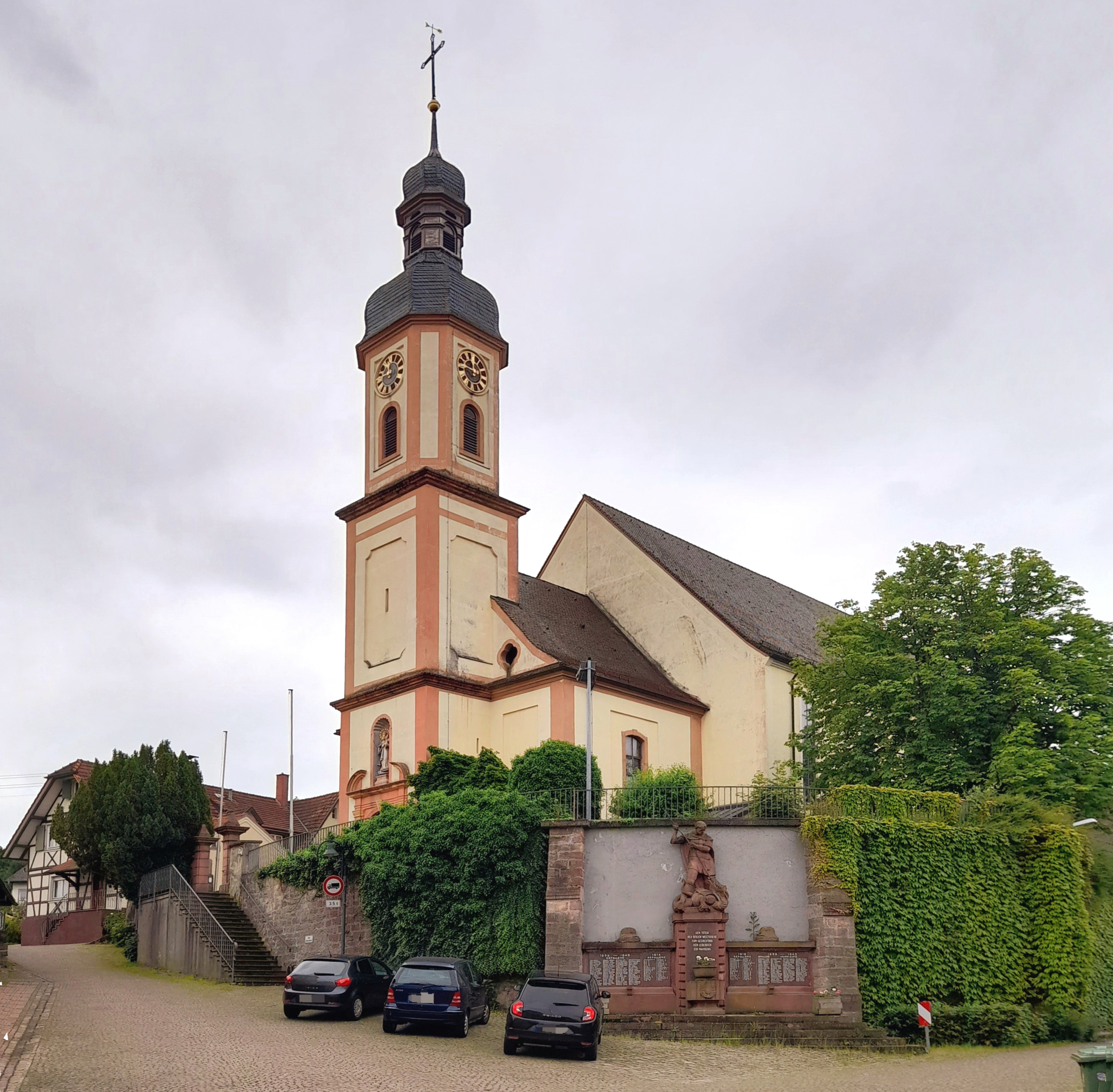
Kirche vom Kirchberg aus

Die römisch-katholische Kirche St. Sixtus steht Am Kirchberg 8 im Offenburger Stadtteil Zunsweier im Ortenaukreis in Baden-Württemberg. Seit der Dekanatsreform am 1. Januar 2008 gehört die Kirche zum Dekanat Offenburg-Kinzigtal und zur Seelsorgeeinheit St. Ursula Katholische Kirchengemeinde.

## Beschreibung

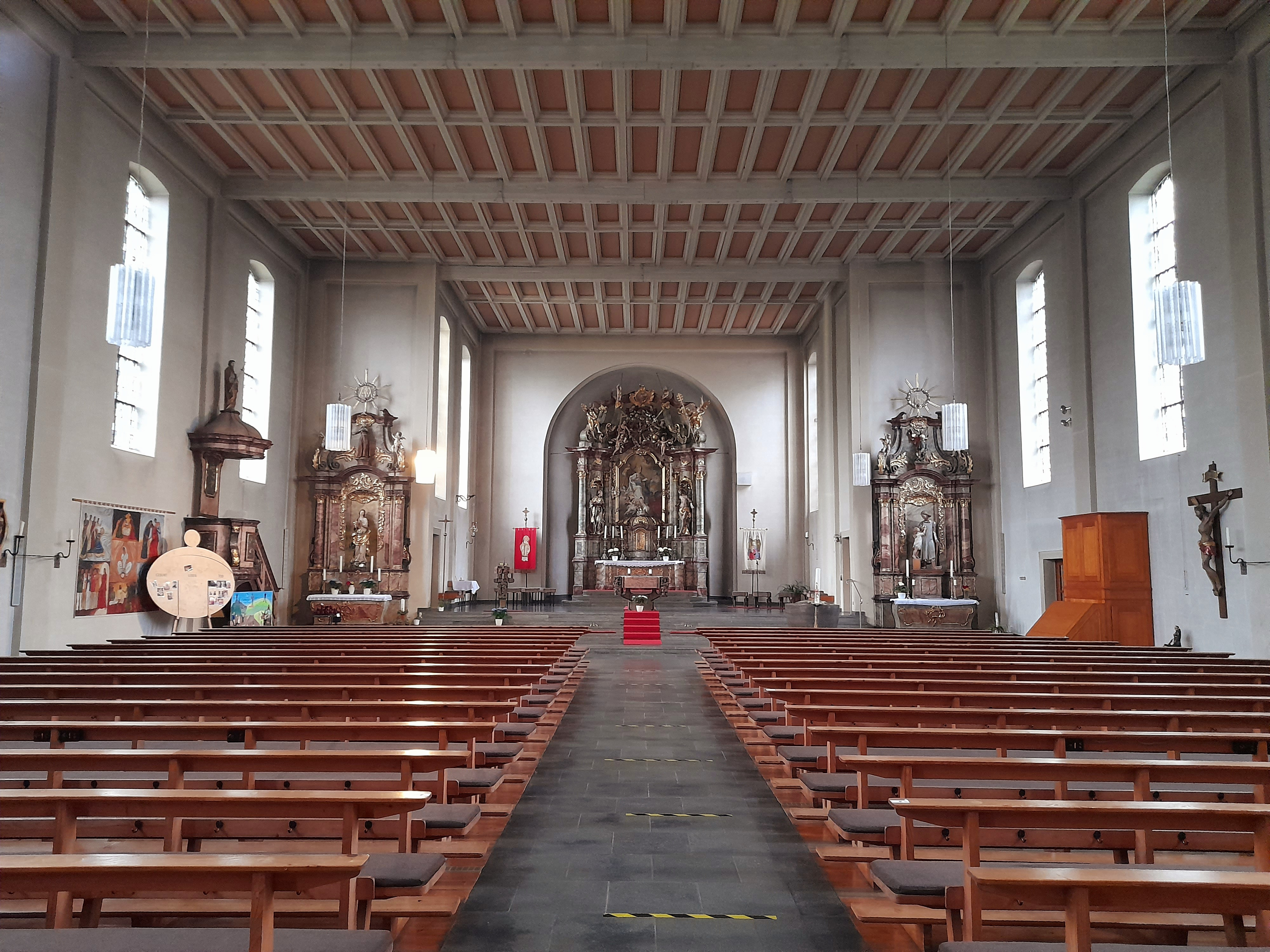
Langhaus und Chor nach dem Umbau von 1956

Die Saalkirche mit spätbarockem Kirchturm und Welscher Haube steht etwas abseits der Hauptverkehrsstraße, aber dennoch gut sichtbar auf einer kleinen Anhöhe, die von einer Mauer umringt ist. In der Mauer ist ein Kriegerdenkmal aus dem Jahr 1920 eingebaut. Hinter der Kirche befindet sich ein Friedhof, in der Lehbergstraße das katholische Pfarramt und das ehemalige Pfarrhaus.

## Geschichte
Die erste Erwähnung einer Kirche in Zunsweier geschah 1136 durch eine Urkunde des Papstes Innozenz II. als „Zunswilre mit Kirche“. Dies dürfte jedoch nur eine Namensnennung der Pfarrei sein, da die Kirche bei der Nennung schon existiert haben muss. Hierbei liegt es nahe, dass die Kirche in der Blütezeit des Klosters Schutterns, dem die Kirche gehörte, schon im 8. oder 9. Jahrhundert gebaut wurde. Diese These wird dadurch untermauert, dass dem Kloster Erstein im Elsass um 850 Reliquien des hl. Sixtus geschenkt worden sein sollen. Dadurch könnte sich die Verehrung des hl. Sixtus in der Ortenau verbreitet haben, was den Kirchenbau in Zunsweier ebenfalls in dieser Zeit annehmen lässt, falls das Patrozinium des hl. Sixtus schon damals gefeiert wurde. Dieses Patrozinium des hl. Sixtus wird jedoch erst 1521 genannt, was aber nicht ausschließt, dass es schon früher bestand. Der Name Zunsweier selbst lässt sich aufgrund seiner Wortbestandteile in die Zeit zwischen dem 7. und 9. Jahrhundert einordnen.
Die vermutlich frühmittelalterliche Kirche wurde vor 1136 entweder erweitert oder neu erbaut. Über die Form der ersten Gotteshäuser lässt sich heute nichts mehr sagen. 1556 wird von einem Brand berichtet und 60 Jahre später die Ausmalung der Kirche „als alt“ beschrieben, weshalb der Brand sich wahrscheinlich auf das Dach beschränkte. Diese Kirche bestand bis ins 18. Jahrhundert.

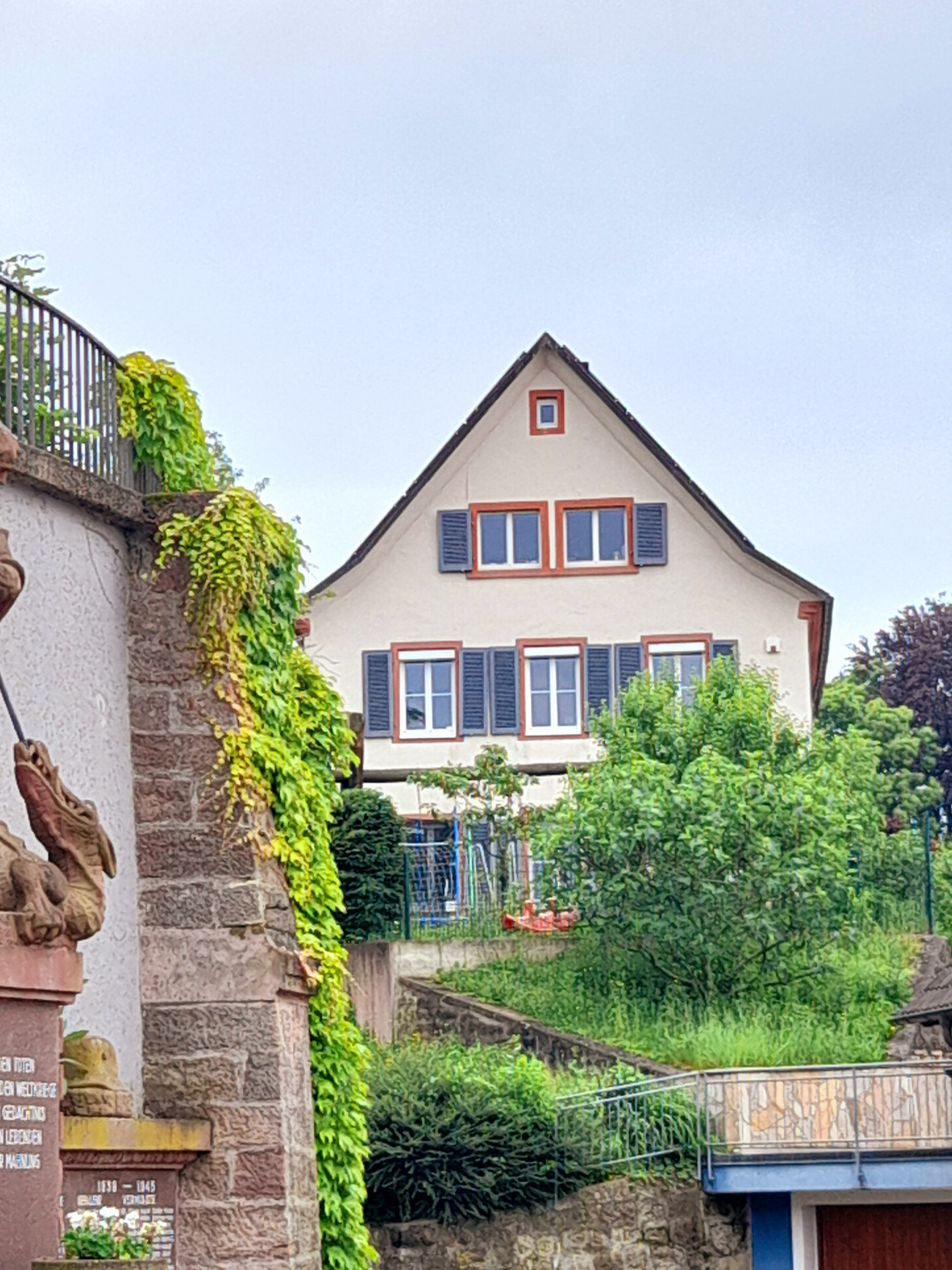
Das zur Kirche gehörige Pfarrhaus wurde 2011 verkauft.

Um 1740 bestand der Bedarf eine neue größere Kirche wegen Platzmangel zu errichten: Das Langschiff wurde 1743 bis 1752, der Chor und der 35 m hohe Kirchturm 1752 bis 1762 im spätbarocken Stil erbaut. Das 1749 erbaute Pfarrhaus wurde nun der primäre Wohnsitz für etliche Pfarrer. Die Langhausdecke der Kirche malte Joh. Baptist Hörrman aus. Die Glocken wurden 1870 ausgetauscht.
Später erwies sich die Kirche erneut als zu klein und wurde von 1945 bis 1956 auf Veranlassung von Pfarrer Gessler auf ihre heutige Erscheinung grundlegend umgebaut. Dabei blieb der barocke Turm gänzlich erhalten, ebenso die Emporenwände, die drei stilvollen Altäre und die Kanzel. Das Langhaus und der Chor hingegen wurden abgerissen. Somit steht ein viel höheres und größeres Langhaus mit einer Kassettendecke und ein neuer Chor an ungefähr derselben Stelle, an der alle Vorgängerbauten der heutigen Kirche standen.

## Kirchenpatron

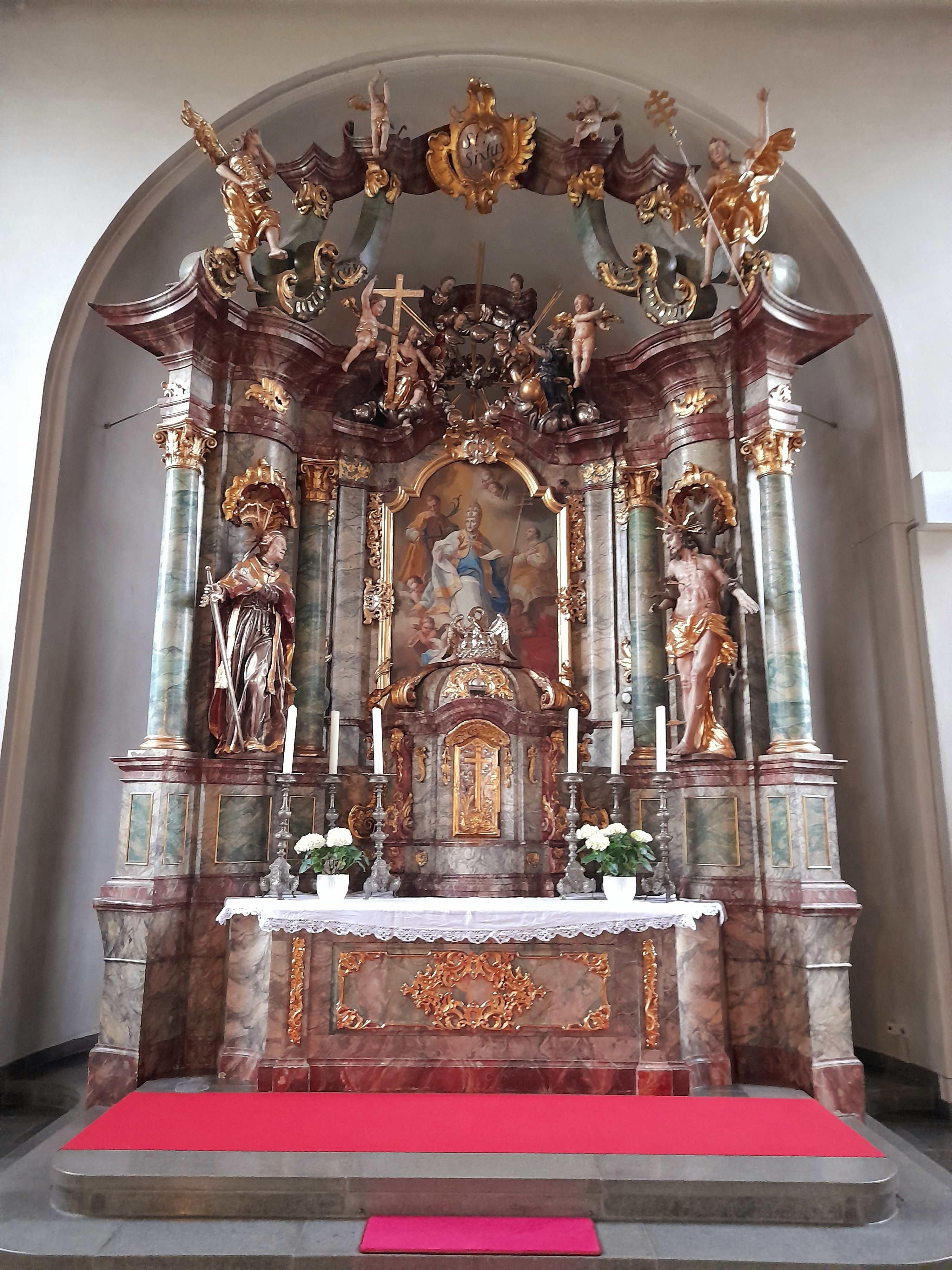
Hochaltar mit Gemälde des St. Sixtus von Johann Pfunner

Der heilige Sixtus II., oft dargestellt mit der Tiara, war vom 30. August 257 bis zum 6. August 258 Papst. Schon nach diesem knapp einem Jahr erlitt er das Martyrium. Sein Fest wird in der römisch-katholischen Kirche am 7. August gefeiert. In der Zunsweierer Kirchengemeinde wird das „Zixfest“ feierlich begangen und üblicherweise mit einer Blaskapelle gefeiert. Die Kirche St. Sixtus ist die einzige Kirche im näheren Umkreis mit dem Kirchenpatron, der seit 1521 für die Kirche schriftlich erwähnt ist.

## Der Löwe von Zunsweier

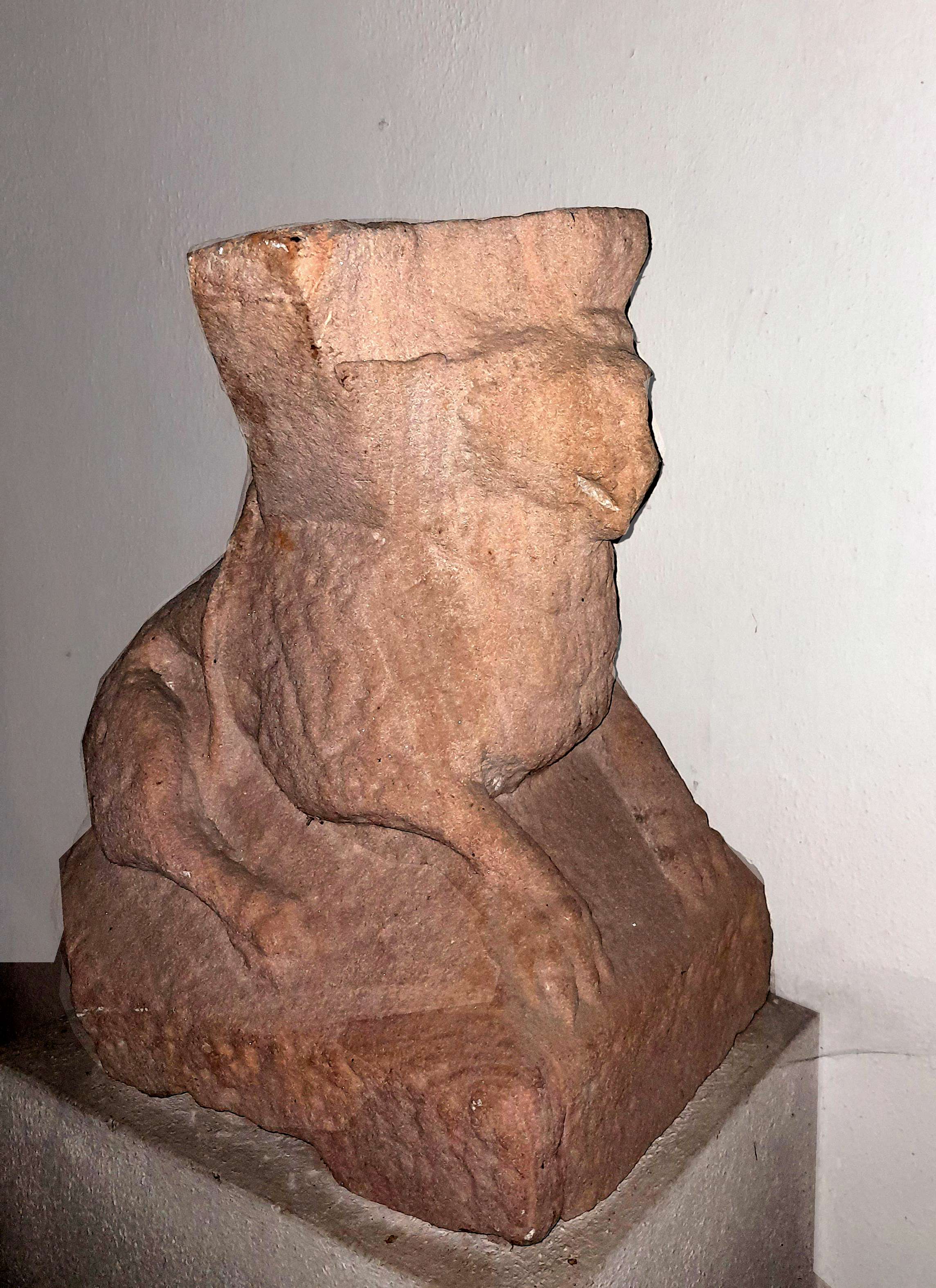
Die romanische Löwenskulptur ist in der Kirche ausgestellt.

Bei Bauarbeiten wurde 1955 eine vollplastisch bearbeitete Löwenskulptur aus Buntsandstein gefunden. Sie war im Chor der Kirche eingemauert und wurde beim Abriss der Mauer zu Tage gefördert. Sie wurde in das erste Drittel des 12. Jhs. und somit in die Spätromanik datiert und gehörte wahrscheinlich zur 1136 erwähnten Kirche in Zunsweier. Der an der Ostseite der heutigen Kirche zu sehende Grundstein sowie der Tabernakel eines gotischen Sakramentshauses stammen vermutlich auch aus dieser Kirche. Ein barocker Grabstein ist ebenfalls an der Außenseite der Kirche zu sehen.

## Glocken
Das Geläut im Kirchturm hat fünf Glocken aus Bronze: Die Glocken Josef und Maria stammen aus dem Jahr 1949 von der Gießerei Petit & Gebr. Edelbrock aus Gescher in Westfalen, die drei anderen aus dem Jahr 1967 von Friedrich Wilhelm Schilling aus Heidelberg, der auch viele Glocken des Freiburger Münsters goss. Das Motiv in der Melodielinie des Geläuts ist das Salve Regina. Bereits seit 1949 wird elektrisch geläutet. 
| Name        | Ton  | Gewicht | Durchmesser | Jahr | Glockengießer               |
| ----------- | ---- | ------- | ----------- | ---- | --------------------------- |
| Christkönig | e1   | 1175 kg | 1212 mm     | 1967 | F. W. Schilling, Heidelberg |
| St. Sixtus  | fis1 | 770 kg  | 1064 mm     | 1967 | F. W. Schilling, Heidelberg |
| St. Maria   | gis1 | 600 kg  | 960 mm      | 1949 | Petit & Edelbrock, Gescher  |
| St. Josef   | h1   | 314 kg  | 800 mm      | 1949 | Petit & Edelbrock, Gescher  |
| St. Michael | cis2 | 242 kg  | 715 mm      | 1967 | F. W. Schilling, Heidelberg |

## Sonstiges
- Die Kirche ist nicht wie früher üblich nach Osten ausgerichtet, möglicherweise aufgrund einer Überbauung eines Römertempels des naheliegenden Kastells Zunsweier.
- Die Narrenzunft in Zunsweier heißt „Buhneschäfe“ (Bohnen), weil der heilige Sixtus Patron der Bohnenbauern ist und es am Patronatstag angeblich hauptsächlich Bohnen zum Mittag gab.
- Um den Kirchturm lassen sich heute viele Tiere wie Zwergfledermäuse, Turmfalken, Schleiereulen, Grünspechte und Tauben beobachten.